# 두헌
두헌(杜憲, 생몰년도미상)은 조선 전기 군산[옛 옥구현] 지역 출신의 무관으로 선무랑(宣務郎)역임한 가선대부(嘉善大夫)이다. 본관은 두릉(杜陵))이고, 옥구현(현 군산시) 회현면에서 출생하였다.

## 가계
두헌(杜憲)은 두릉두씨 시조 두경령(杜慶寧)의 13세손이다.  할아버지는 군산에 세거한 두릉 두씨 옥구 입향조 두승손(杜承孫)이며, 아버지는 효행으로 세상에 널리 알려져 중종 연간에 효자 정려가 세워진 두세준(杜世俊)이다. 부인은 신평이씨(新平李氏)로 외할아버지는 평택 현감을 지낸 이성수(李成壽)이고, 장인은 김경림(金敬林)이며, 두 번째 부인의 아버지는 부장(部將)을 지낸 윤립(尹岦)이다. 손자 두정란(杜廷蘭), 두정협(杜廷莢)은 임진왜란 때 조헌과 함께 금산 전투에서 순절하였다.

## 활동 사항
두헌은 고려 명종조에 김보당난과 후군총관으로 서경유수 조위총난을 평정하고 삼한후벽상공신에 제수되고 문하시중을 역임한 두경승장군의 7세손이다. 무과에 급제하여 여산(礪山)훈공(勳功) 선무랑(宣務郎)에 제수 되었고, 품계(品階)는 종2품 가선대부(嘉善大夫)을 지냈다. 부인은 정부인(貞夫人) 신평이씨(新平李氏)이다. 큰 아들은 비인현감과 강령현감을 지낸 청백리 두사순이며, 둘째 아들은 무과에 급제하여 첨절제사를 지낸 두사근이다. 1924년에 간행된 『옥구 군지(沃溝郡誌)』 사환(仕宦) 조(條)에 수록되어 있다. 손자는 임진왜란 당시 옥구현에서 의병을 모집하여 웅치전투에서 공훈을 세우고 순절한 의병장 두정란장군과 훈련원봉사 및 부장 두정협이다.

## 참고 문헌
- 『고려사』 13권 두경승편
- 『신증동국여지승람』
- 『옥구 군지』(옥구 향교, 1924)
- 『옥구 군지』(옥구 군지 편찬 위원회, 1963)
- 『옥구 군지』(옥구 군지 편찬 위원회, 1990)
- 『옥구인물지』(옥구 문화원, 1991)
- 『전라 문화의 맥과 전북 인물』(전북 대학교 전라 문화 연구소, 1990)
- 『두릉 두씨 세보』(1898)
- 『두릉 두씨 세보』(1925)
- 『두릉 두씨 세보』(1986)